# Ozotroctes
Ozotroctes – rodzaj chrząszczy z rodziny kózkowatych. 

## Zasięg występowania
Przedstawiciele tego rodzaju występują w Ameryce Płd., w Gujanie Francuskiej, płn. Brazylii (stany Amazonas i Pará) oraz w Ekwadorze.

## Systematyka
Do Ozotroctes zaliczane są 3 gatunki:
- Ozotroctes ogeri
- Ozotroctes punctatissimus
- Ozotroctes vassali.